# 2014年1月臺灣
| << | 2014年1月 （民國103年） | >> |    |    |    |    |
| \| 日 \| 一 \| 二 \| 三 \| 四 \| 五 \| 六 \| \| \| \| \| 1 \| 2 \| 3 \| 4 \| \| 5 \| 6 \| 7 \| 8 \| 9 \| 10 \| 11 \| \| 12 \| 13 \| 14 \| 15 \| 16 \| 17 \| 18 \| \| 19 \| 20 \| 21 \| 22 \| 23 \| 24 \| 25 \| \| 26 \| 27 \| 28 \| 29 \| 30 \| 31 \| \| \| \| \| \| \| \| \| \| |                         |    |    |    |    |    |
| 臺灣新聞動態／維基新聞 |                         |    |    |    |    |    |
| 世界／中国大陆／臺灣 |                         |    |    |    |    |    |
| 日 | 一                      | 二 | 三 | 四 | 五 | 六 |
| |                         |    | 1  | 2  | 3  | 4  |
| 5 | 6                       | 7  | 8  | 9  | 10 | 11 |
| 12 | 13                      | 14 | 15 | 16 | 17 | 18 |
| 19 | 20                      | 21 | 22 | 23 | 24 | 25 |
| 26 | 27                      | 28 | 29 | 30 | 31 |    |
| |                         |    |    |    |    |    |

## 1月2日
集彈奏、演唱、指揮、詞曲創作等才華於一身的臺灣原住民阿美族音樂家李泰祥在罹患帕金森氏症與甲狀腺癌多年後過世，留下上千作品與傳唱樂曲。1月5日，「橄欖樹下的黃金歲月」音樂會於臺南市立文化中心向這位音樂大師致敬。

## 1月3日
- 臺中高等行政法院更一審判決，在苗栗縣大埔農地強制徵收案，內政部、苗栗縣政府對張藥房等4戶強制徵收違法。[2]
- 高雄地檢署偵辦日月光污水案偵結，高層的董事長與副總因證據不足都不起訴，其員工的廠務處長、廢水組主任、工程師等5人依《刑法》流放毒物罪、違反《廢棄物清理法》46條「任意棄置有害事業廢棄物罪」起訴。檢方在處分書中，引用柳宗元的「永某氏之鼠」為鑑。以「彼以其飽食無禍為可恆也哉！」，警告逃得了一時，逃不了一世。[3][4]

## 1月7日
- 不知名駭客公布遠通ETC系統細節，顯示該系統毫無安全可言（容易取得root權限），全國車籍資料有外洩風險。[5]

## 1月10日
- 曾二度參選高雄市長的考試委員黃俊英，1月10日清晨因肺腺癌病逝家中，享壽72歲。[6]

## 1月11日
- 曾任臺灣獨立建國聯盟和臺灣人公共事務會首任主席、長期促進臺美關係、籌設全臺第一家純民間資本無線電視台民視、致力推動《公民投票法》的民主進步黨籍前立法委員蔡同榮（圖）因腦中風與心臟衰竭逝世，享壽78歲。[7]

## 1月14日
- 立法院三讀修正通過《地方制度法》部分條文，直轄市下轄區由山地鄉改制者改稱「山地原住民區」，可辦理自治事項，並恢復區長、區代表選舉。[8]
- 中國國民黨今天公布南投縣長初選民意調查結果，由現任立委林明溱勝出，將代表國民黨參選年底南投縣長選舉。[9]

## 1月15日
- 國立成功大學校務會議於本日召開，會中討論新闢設廣場是否以校內投票結果的「南榕」命名，但最後以臨時動議通過「廣場不命名」；該校校友李盈叡因對此結果不滿，於晚間拆除光復校區校門的「KUANG-FU」字體，遭校方報警處理並對其提出毀損罪告訴。[10][11][12]

## 1月17日
- 中國國民黨今天公布基隆市長初選民意調查結果，由基隆市議會議長黃景泰勝出，將代表國民黨參選年底基隆市長選舉。[13]

## 1月19日
- 潛逃到英國非法居留的前軍情局中尉葉玫，被英國政府以不符合政治庇護因素，遣返回台灣，押解到台中地檢署歸案，檢方偵訊後，以涉嫌重大、有逃亡之虞，向台中地方法院聲請羈押。[14]

## 1月25日
- 總統府在清晨遭砂石車撞進總統府大門，是臺灣最高權力中心所在之建築自1919年落成以來除太平洋戰爭末期的臺北大空襲之外最嚴重的攻擊性維安事件。[15][16][17][18]